# Buncololi
Buncololi（日語：ぶんころり）是日本輕小說作家。其作品《佐佐木與文鳥小嗶》獲得《這本輕小說真厲害！2022》單行本、Novels部門第一名。

## 經歷與人物
受到2000年二次創作小說的流行影響，Buncololi以此為興趣，開始於個人網站撰寫二次創作（特別是艾尼克斯旗下作品）的小說。當時主要專注於《零之使魔》、《魔法少女奈葉》系列、《魔法老師》等作品的二次創作。
大學時開始創作原創小說，在成為小說家吧以的名義開始網路連載小說。2015年，在成為小說家吧投稿的作品《田中的工房～年齡等於單身資歷的魔法師～》於第3屆網路小說大獎得獎。同年11月，得獎作品改題《田中～年齡等於單身資歷的魔法師～》，並以「Buncololi」名義出版實體書籍。
2019年於KAKUYOMU網路連載小說《想在異世界享受悠哉生活，卻在現代被捲入異能戰鬥～魔法少女好像開始熱身了～》，並獲得第4屆KAKUYOMU網路小說大賽異世界奇幻部門特別獎。。2021年1月，得獎作品改題《佐佐木與文鳥小嗶 想在異世界享受悠哉生活，卻在現代被捲入異能戰鬥～魔法少女好像開始熱身了～》出版實體書籍。2021年11月25日，該作獲得《這本輕小說真厲害！2022》單行本、Novels部門第一名

## 作品列表
- 《田中～年齡等於單身資歷的魔法師～》（2015年12月－微雜誌社《GC Novels》）[6]
- 《西野〜校內地位最底層的異能世界最強少年〜》（2018年4月－，KADOKAWA《MF文庫J》）[7]
- 《佐佐木與文鳥小嗶》（2021年1月－，KADOKAWA《MF文庫J》）[8]

## 外部連結
- 官方网站（日語）
- Buncololi的X（前Twitter）
- Buncololi的成為小說家吧帳戶（日語）
- Buncololi的KAKUYOMU帳戶 （页面存档备份，存于）（日語）